# アディーレ法律事務所
アディーレ法律事務所（アディーレほうりつじむしょ、登記上の商号: 弁護士法人AdIre法律事務所）は日本の法律事務所。
事務所の名称である「アディーレ（adire）」はラテン語で「身近な」という意味で、「弁護士がもっと身近な存在となるように活動していきたい」との想いからつけられた。テレビ・ラジオへの出演（インフォマーシャル含む）や、書籍の出版等といった活動も多い。

## 概要
2004年に石丸幸人によって設立され、2005年に弁護士法人化。主たる事務所は東京都豊島区に所在しているが全国60か所以上に従たる事務所を開設している。所属弁護士数は233人（2024年（令和6年）1月末現在）で、日本の法律事務所としては所属弁護士数第8位である。弁護士業界の中では「新興勢力」とされ、いわゆる「五大法律事務所」が企業を顧客としているのに対し、アディーレは創業当初より国内個人客を中心にしているのが特徴である。また所属弁護士数で上位10事務所に入る法律事務所の中で唯一、海外拠点を設けたことがない。
2000年代後半に起こった利息返還請求訴訟のブームとともに、大量のテレビCMの投下などで過払金案件を大量獲得し、2011年頃には40人ほどだった所属弁護士数は2017年には200人近くにのぼるほどに急成長を遂げた。しかし、2010~2015年の広告マーケティング活動が景品表示法に違反するとして2017年に東京弁護士会から2カ月の業務停止処分を受けた。業務停止処分により長期の無収入や弁護士の大量離脱に見舞われたが、過払金案件で得ていた利益で耐えしのいだ。2022年には豊島区よりワーク・ライフ・バランス推進企業として認定されている。

## 業務分野
設立当初は債務整理などを主に扱い売り上げ全体の9割超を占めた時代もあったが、過払い金請求市場の縮小により、近年では交通事故、離婚問題、刑事弁護、労働問題、B型肝炎の給付金請求など、主に個人向けの案件を幅広く取り扱っている。特に債務整理では、一部の消費者金融に関する専用の相談センターを設けるなど、力を入れて取り組んでいる。その他、法人向けでは企業法務をはじめ、事業再生・破産手続や為替デリバティブ被害に関する案件も取り扱っている。
もっとも現代表の鈴木淳巳は「債務整理が中心になるのは今後も変わらない。過払い金で多くの広告を出してきたことで、知名度は日本一だと思う」としている。

## 沿革

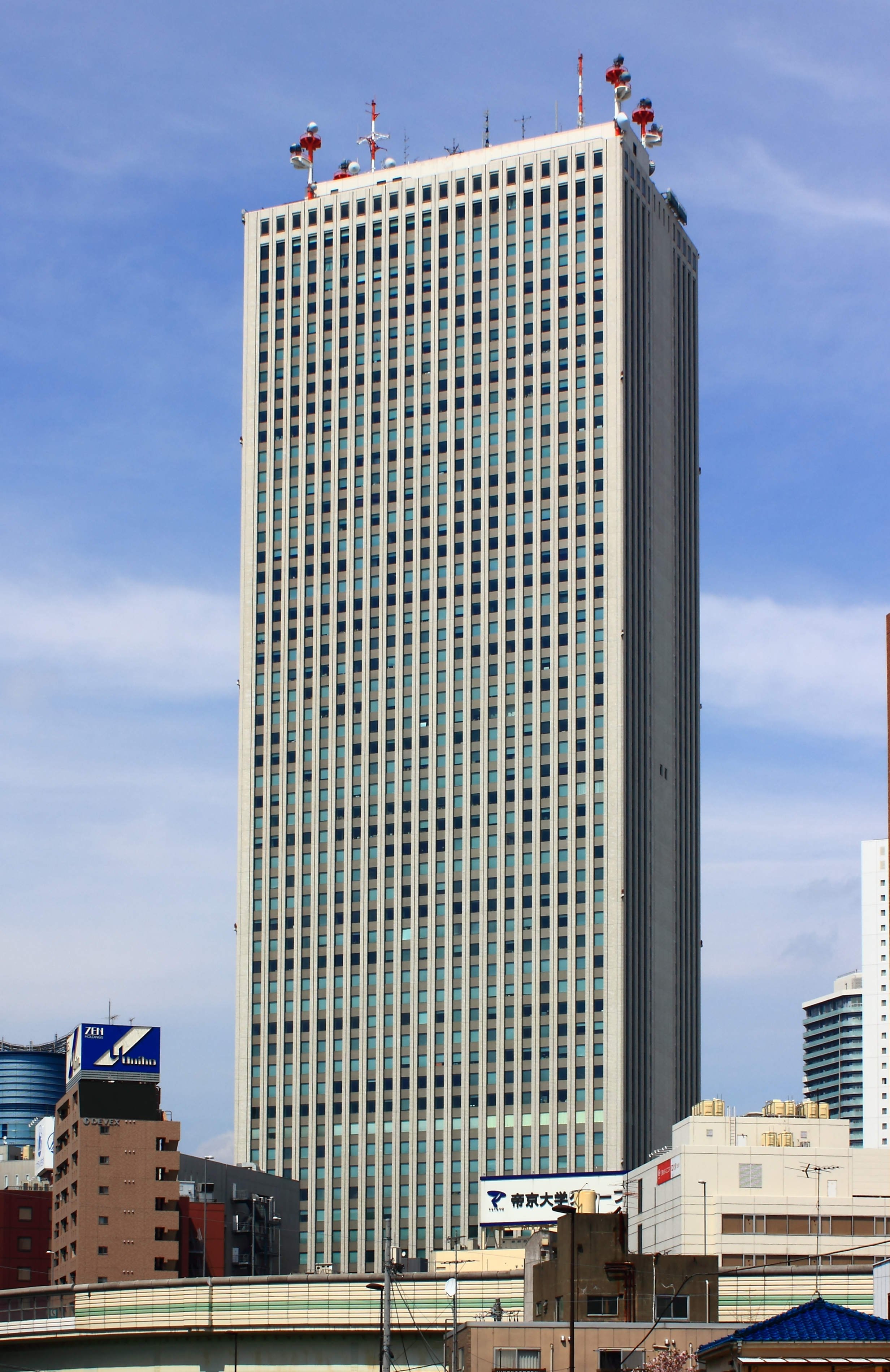
本社の入居するサンシャイン60

- 2004年：石丸幸人がアディーレ法律事務所を設立。
- 2005年：本社をサンシャイン60に移転。弁護士法人化し、弁護士法人アディーレ法律事務所となる。
- 2007年：立川支店開設。
- 2008年：那覇支店開設。
- 2009年：名古屋支店開設。
- 2010年：札幌・仙台・大阪・高松に支店を開設。（以後の開設店舗はホームページ参照）
- 2013年7月：中小企業経営力強化支援法に基づいた経営革新等支援機関として認定される[広報 2]。
- 2016年2月16日：「過払い金返還請求の着手金を今だけ無料や割引にする」という宣伝を5年近く続けたことに対して、消費者庁に景品表示法違反（有利誤認）に当たるとして措置命令を受ける[8][9]。
- 2017年：景品表示法違反（有利誤認）の措置命令により、東京弁護士会綱紀委員会などからアディーレと代表弁護士の石丸らは懲戒審査相当の議決を受ける[10][11]。
  - 10月11日　懲戒審査の結果、東京弁護士会は本店始め全85事業所を2ヶ月間、石丸代表を3ヶ月間の業務停止処分となる[12]。
- 2018年1月：代表社員に弁護士の鈴木淳巳が就任する。
- 2022年：豊島区ワーク・ライフ・バランス推進企業として認定される[13]。

## 処分・騒動など
- 2010年10月 - 依頼を受けた2件の会社に対する破産申立を1年以上怠り、会社財産の費消を放置し債権者に配当する財産を失わせたとして、アディーレと代表弁護士の石丸は所属する東京弁護士会から戒告の懲戒処分を受けた[14][15]。
- 2016年2月16日 - 「過払い金返還請求の着手金を今（1ヶ月間）だけ無料や割引にする」という宣伝を5年近く続け、消費者庁に景品表示法違反（有利誤認）に当たるとして措置命令を受けた[8][9]。
- 2017年4月3日 - 東京弁護士会から、アディーレ法律事務所と代表の石丸幸人弁護士らは「懲戒審査相当」と議決され[16][17][18]、同年10月11日にアディーレは業務停止2カ月、元代表の石丸は業務停止3カ月の懲戒処分を受けた[19]。東京弁護士会懲戒委員会の議決書によると、アディーレ法律事務所は「故意や過失はなかった」と主張したが、懲戒委員会は「重大な過失が認められる」とし、広告掲載も石丸の指示や承認の元で行っていた事や、広告が複数回更新されたり、サービス内容を3回変更した行為は悪質な集客行為と認定した[20]。日本弁護士連合会副会長も務める渕上玲子会長から「極めて悪質な行為で長期間にわたって反復継続されている」との談話が出された[12][21]。
- アディーレ同様過払い金返還請求案件で急成長したベリーベスト法律事務所の元代表が2019年に石丸に対し、「スパイ活動」を理由に懲戒請求を行なった[22]。それに対し、アディーレ現代表の鈴木淳巳が「酒井弁護士及びベリーベスト法律事務所の一連の主張について」と題するウェブページを公開、ベリーベストに対して懲戒請求と損害賠償請求訴訟を起こすと発表した[23]。
- 2025年7月1日、東京都豊島区東池袋のサンシャイン60の31階にある本事務所で36歳の男性従業員が同事務所従業員の50歳の男に折りたたみナイフで刺される事件が発生[24][25][26]。男性は折りたたみナイフで首を複数回刺されており、病院に搬送されたが、間もなく死亡が確認された[24][26]。男性を刺したとみられる男は現場から逃走したが、同日午後0時15分頃、約500メートル離れた池袋駅東口交番に出頭した[24]。男は「私が刺した」「覚えていないが、気が付いたら刺していた」などと話しており、殺人未遂容疑で逮捕された[25]。「以前から恨みを持っていて我慢の限界がきた。自宅から持ってきたナイフで刺し、痛みを味わわせたかった。死んでも構わないと思った」と容疑を認めているという[26]。

## 書籍
- 申請事例からみる交通事故後遺障害の等級認定（アディーレ法律事務所 編集、中央経済グループパブリッシング出版、A5判748頁、2022年、ISBN 9784502357817）
- 小説でわかる 自己破産弁護人（石丸幸人 著、しののめ出版、2007年、ISBN 9784434110603）
- ひとりで出来る過払い金回収完全ガイド―クレジット・サラ金から払いすぎた利息を取り返そう!（アディーレ法律事務所 監修、ダイアプレス、2007年、ISBN 9784862140869）
- 知らないと損をする!過払い金回収完全ガイド―払いすぎた借金を取り戻せ!（石丸幸人著、きんのくわがた社、2008年、ISBN 9784877700782）
- 世界一わかりやすい 過払い金回収マニュアル（石丸幸人著、英和出版社、2008年、ISBN 9784899866565 ）
- どんな相手も納得させる デキる人の切り返し術　～難しい局面でも優位に立てる勝利法則～（石丸幸人著、日本文芸社、2008年、ISBN 978-4537255973）
- 多重債務地獄から抜け出せる！借金返済の裏ワザ（石丸幸人著、武田ランダムハウスジャパン、2008年、ISBN 9784270003626）
- 会社がない!（石丸幸人 著、すばる舎、2009年、ISBN 978-4883997985 ）
- 成功は1冊のファイルで手に入れる（石丸幸人著、あさ出版、2009年、ISBN 9784860633479 ）
- 交通事故に遭った時、あなたを救うたった1冊の本（アディーレ法律事務所編集、丸善プラネット、2010年、ISBN 9784863450691 ）
- 弁護士がきちんと教える損害賠償 請求と手続き（アディーレ法律事務所著、篠田恵里香編著、あさ出版、2011年、ISBN 9784860634889 ）
- カード審査に落ちる人、住宅ローンが組める人 ~信用情報のカラクリ、お教えします~（アディーレ法律事務所著、篠田恵里香 編、ワニブックスPLUS新書、2011年、ISBN 9784847065248 ）
- マンガでわかる身近な法律相談SOS!（漫画 小沢カオル、監修弁護士法人アディーレ法律事務所代表弁護士 石丸幸人、芳文社、2012年、ISBN 9784832250611 ）
- ふつうのOLだった私が2年で弁護士になれた 夢がかなう勉強法（アディーレ法律事務所著、篠田恵里香著、あさ出版、2012年、ISBN 9784860635343 ）
- ブラック企業に倍返しだ! 弁護士が教える正しい闘い方（アディーレ法律事務所著監修、 岩沙好幸編著、ファミマ・ドット・コム、2014年、ISBN 9784907292096）
- ストーリーから学ぶ 交通事故の示談金を受け取るまで（アディーレ法律事務所著、篠田恵里香編、中央経済社 、2016年、ISBN 9784502190315）

「ひとりで出来る過払い金回収完全ガイド」、「知らないと損をする!過払い金回収完全ガイド」に関しては、2009年8月25日、名古屋消費者信用問題研究会が、同研究会編著の「Q&A過払金返還請求の手引*第2版」、「【過払金回収マニュアル】サラ金・消費者金融からお金を取り返す方法」の著作権を侵害するものであるとして、弁護士法人アディーレ法律事務所及び同代表者石丸幸人弁護士に対し、損害賠償等請求訴訟を名古屋地方裁判所に提起したが、2011年9月15日、同裁判所は、上記の訴訟において、同研究会の請求を棄却した。名古屋地方裁判所は「著作権を侵害したとは認められない」と判断した。これに対し名誉棄損および不当訴訟の裁判を起こしたが、名古屋地判平27.5.29にて請求をすべて棄却されている。